# Округ Вејн (Мисисипи)
Округ Вејн (енгл. Wayne County) је округ у америчкој савезној држави Мисисипи.

## Демографија
По попису из 2010. године број становника је 20.747, што је 469 (-2,2%) становника мање него 2000. године.
| Група             | 2000.          | 2010.          |
| Белци             | 12.955 (61,1%) | 12.243 (59,0%) |
| Афроамериканци    | 8.065 (38,0%)  | 8.071 (38,9%)  |
| Азијати           | 32 (0,2%)      | 34 (0,2%)      |
| Хиспаноамериканци | 134 (0,6%)     | 246 (1,2%)     |
| Укупно            | 21.216         | 20.747         |